# Облік екологічних ресурсів
Облік екологічних ресурсів — структурно-скомпонований опис взаємодій між довкіллям та економікою в системі облікових показників.
Єдиної моделі національних екологічних рахунків не існує. Все залежить від конкретних цілей та вимог окремих країн. Виділяють 3 основні підходи:
1. модифікація національних економічних рахунків (в рамках системи національних рахунків — СНР) шляхом включення до них екологічних наслідків господарської діяльності,
2. розробка окремих (сателітних) рахунків поза основного компонента СНР, але доповнює його,
3. створення окремої природно-ресурсної та екологічної системи обліку (природно-ресурсних та екологічних рахунків), пов'язаної з СНР.

Перший з підходів включає вартісну оцінку екологічного збитку, екологічні послуги (екологічні здійснювані послуги), запаси  природного капіталу, природоохоронні витрати; при другому — також розглядаються відповідні фізичні потоки і запаси, в той час як третій підхід сконцентрований на фізичних потоках і запасах  природних ресурсів, а також на фізичних і грошових потоках, пов'язаних з антропогенною експлуатацією природних ресурсів. СНР є основою для підрахунку найбільш широко використовуваного показника економічного добробуту та економічного зростання — валового національного продукту (ВНП). Відносно довкілля, агреговані показники СНР мають три основні недоліки: вони не враховують виснаження природних ресурсів, недостатньо повно враховують природозахисні витрати («охоронні» витрати) і не враховують деградацію якості довкілля та наслідки для здоров'я і благополуччя людей. Ведеться робота з розробки екологізованого, «зеленого» ВНП.

## Ресурси Інтернету
- Економічна цінність природи
- Еколого-економічний словник
- Концепция общей экономической ценности природных благ
- Традиционные и косвенные методы оценки природных ресурсов